# Szczeble
Szczeble – przysiółek wsi Kobylnica Wołoska, położony w Polsce,  w województwie podkarpackim, w powiecie lubaczowskim, w gminie Wielkie Oczy.
W latach 1975–1998 przysiółek należał administracyjnie do województwa przemyskiego.
Przysiółek należy do rzymskokatolickiej parafii Trójcy Przenajświętszej w Potoku Jaworowskim.